# Pygommatius cingulatus
Pygommatius cingulatus là một loài ruồi trong họ Asilidae. Pygommatius cingulatus được Bromley miêu tả năm 1936.